# Skipanes
Skipanes (dánul: Skibenæs) település Feröer Eysturoy nevű szigetén. Közigazgatásilag Runavík községhez tartozik.

## Földrajz
A település a sziget délkeleti részén található, és a Skálafjørður keleti partján 10 km hosszan húzódó településfüzér részét képezi.

## Történelem
A falut 1841-ben alapították. A 8. században a vikingek, 1000 körül Tróndur í Gøtu ezen a helyen tárolták hajóikat, de nem tudni, lakott volt-e a terület.

## Népesség
| Év              | Lakosság |
| --------------- | -------- |
| 1986. január 1. | 72       |
| 1991. január 1. | 63       |
| 1996. január 1. | 45       |
| 2001. január 1. | 52       |
| 2006. január 1. | 60       |

## Közlekedés
Skipanes fontos közúti csomópont, mivel itt ágazik ki a Skálafjørður keleti partján futó észak-déli irányú útból a kelet felé vezető út, amely a sziget keleti fele, illetve Leirvíken keresztül Klaksvík felé teremt kapcsolatot. A települést érinti a 205-ös, a 400-as és a 440-es buszjárat.

## Személyek
- Itt él Terji Skibenæs (1982), gitáros

### Külső hivatkozások
- faroeislands.dk – fényképek és leírás (angol)
- Skipanes[halott link], Runavík község (feröeri)
- Skipanes, Visit Eysturoy (feröeri, angol)
- Panorámakép a tengerpartról[halott link] (dán)
- Skipanes, fallingrain.com (angol)